# هلغداري أشرف
هلغداري أشرف (بالفارسية: هلگداری اشرف) هي قرية تقع في قسم نغور الريفي (مقاطعة تشابهار) في إيران. يقدر عدد سكانها بـ 206 نسمة بحسب إحصاء 2016.